# Gopiganj
Gopiganj es una ciudad y municipio situado en el distrito de Sant Ravidas Nagar en el estado de Uttar Pradesh (India). Su población es de 19058 habitantes (2011). 

## Demografía
Según el censo de 2011 la población de Gopiganj era de 19058 habitantes, de los cuales 10029 eran hombres y 9029 eran mujeres. Gopiganj tiene una tasa media de alfabetización del 79,31%, superior a la media estatal del 67,68%: la alfabetización masculina es del 85,40%, y la alfabetización femenina del 72,57%.